# Чокнутая нянька
«Чокнутая нянька» (англ. The Crazysitter) — кинофильм 1995 года американского актёра и режиссёра Майкла МакДональда.

## Сюжет
Фильм рассказывает о жизни девушки по имени Иди, которую только выпустили из тюрьмы и приняли на работу няней двух озорных детей. Однажды, посмотрев программу о продаже детей, она решает продать ребятишек за большие деньги. Но, когда наступает решающий момент, она понимает, что привязалась к ним и не отдает их. Её опять сажают в тюрьму, но отпускают по просьбе детей. Она снова работает няней.

## В ролях
- Беверли Д’Анджело — Иди
- Эд Бегли-младший — Пол Ван Асдел
- Кэрол Кейн — Трева Ван Асдел
- Брэйди Блум — Джейсон Ван Асдел
- Рэйчел Дункан — Би Ван Асдел
- Фил Хартман — продавец в продуктовом магазине
- Нелл Картер — директриса полицейского участка
- Лиза Кудроу — Эдриен Уэкслер-Джонс
- Эрик Аллан Крамер — Эллиот
- Шон Уэйлен — Карл
- Стив Лэндесберг — детектив Бристоль
- Тим Бэгли — мистер Уайт